# Wstęgówka jesionka
Wstęgówka jesionka, wstęgówka jesionówka (Catocala fraxini) – gatunek motyla z rodziny mrocznicowatych i podrodziny Erebinae. Występuje w całej Palearktyce, znany też z Ameryki Północnej. W Polsce notowany w całym kraju. 
Największy środkowoeuropejski przedstawiciel swojej rodziny. Rozpiętość skrzydeł dochodzi do 10 cm. Przednie skrzydła o zmiennym ubarwieniu, od jednolicie ciemnoszarego do jasnoszarego z ciemnym deseniem. Tylne skrzydła czarne z pojedynczą niebieską przepaską oraz białym paskiem przy krawędzie zewnętrznej. Dorosłe motyle latają od końca lipca do początku października. 
W Polsce gąsienice żywią się liśćmi topoli, rzadziej jesionu, wierzb, dębów, buka, brzóz i olszy.